# Organized Noize
Organized Noize es una compañía de producción de hip hop de Atlanta, Georgia, formada por Ray Murray, Sleepy Brown y Rico Wade.
Entre los éxitos de producción del grupo destacan "Waterfalls" de TLC, "Don't Let Go" de En Vogue, y "Saturday (Ohh Ohh)" de Ludacris. Ellos han producido también bastante material de OutKast, como todo el Southernplayalisticadillacmuzik, incluido "Player's Ball", el tema "ATLiens" del álbum ATLiens y "So Fresh, So Clean" de Stankonia. De Goodie MOb, se han hecho cargo de la producción de los temas "Black Ice" y "Soul Food". Ambos grupos son parte del colectivo Dungeon Family, que también incluye a Slimm Cutta Calhoun, Cool Breeze y Joi, entre otros.
- Datos: Q1636188